# 투구장식
투구장식(crest)이란 투구 꼭대기에 부착하는 장식물이다. 원래 기사계급의 과시용 장식으로 시작되었다가, 16세기 이후에는 문장의 구성요소로서만 남았다. 일반적인 서양 문장은 방패 위에 투구를 얹고 그 위에 투구장식을 얹은 형태를 하고 있다.

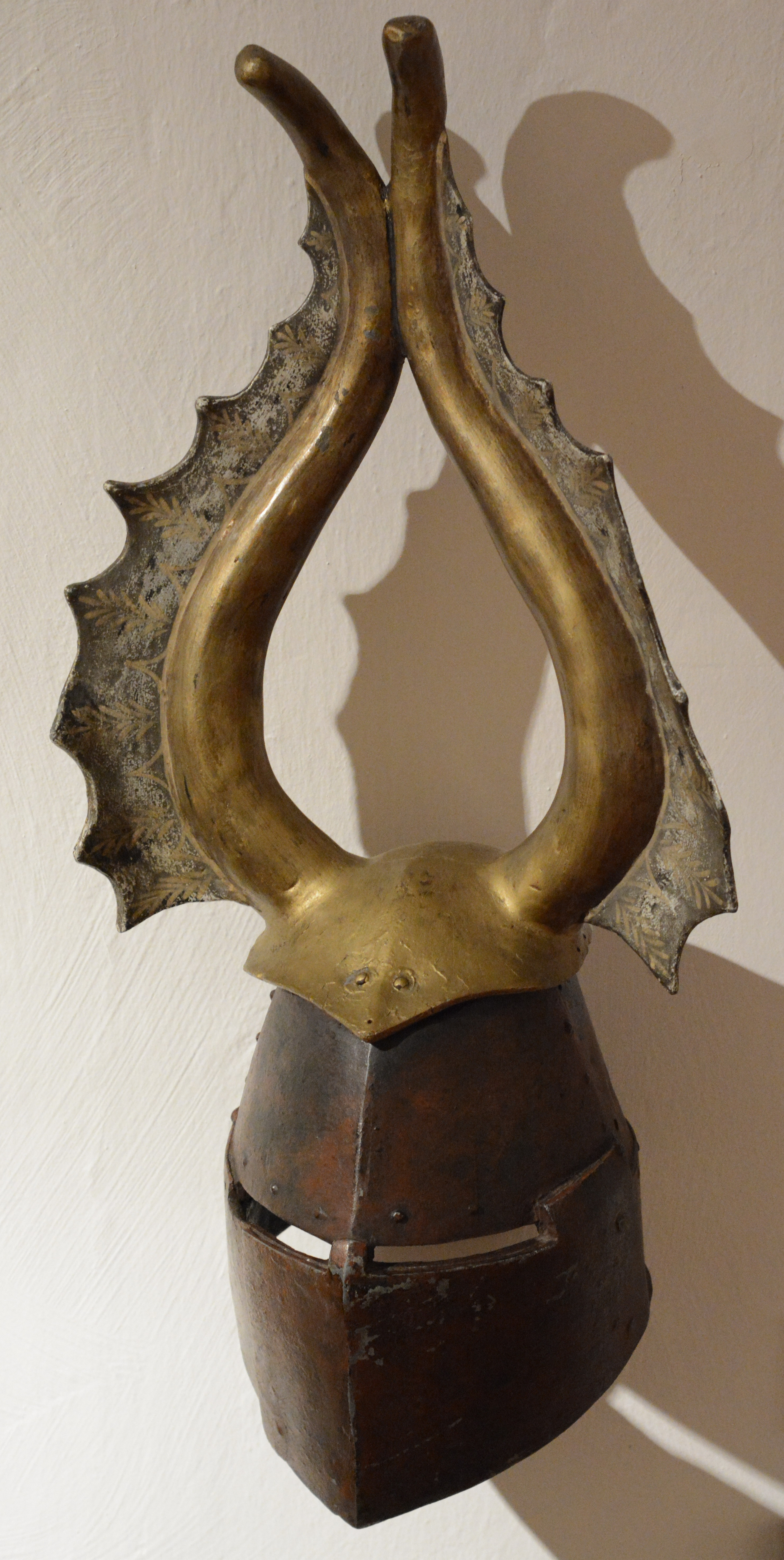
뿔 장식을 단 14세기 독일 투구.

일본의 가몬이 그 용도에 있어서 거의 유사하다.